# Belastungsstörung
Belastungsstörungen ist ein unscharfer Sammelbegriff in der klinischen Psychologie und Medizin für Reaktionen (meist Akute Belastungsreaktion) auf eine einmalige oder fortgesetzte Belastungen (z. B. Operationen, Vergewaltigung, Naturkatastrophen, Unfälle oder der Tod eines Kindes). Die Betroffenen rekapitulieren oder reinszenieren häufig das belastende Ereignis.

## Klassifikationen nach DSM und ICD
Im DSM-IV werden folgende zwei Belastungsstörungen (nach ihrer Dauer und ihrem Schweregrad) kodiert:
- Akute Belastungsstörung, volkstümlich Nervenzusammenbruch genannt, tritt sofort nach dem belastenden Ereignis auf.
- Posttraumatische Belastungsstörung tritt einige Zeit nach dem belastenden Ereignis auf. Sie führt z. B. zu einer teilweisen Amnesie, zu einer depressiven Stimmungslage, zu Flashbacks, zu Persönlichkeitsveränderungen, zu Emotionslosigkeit und zu Vermeidungen bestimmter Situationen oder Dinge; sie kann chronisch werden.

Im ICD-10 fallen diese „Belastungsstörungen“ in die Kategorie Reaktionen auf schwere Belastungen und Anpassungsstörungen.
Es gibt verschiedene weitere Störungsbilder, die den Begriff in sich tragen, z. B. die Posttraumatische Belastungsstörung bei Kindern und Jugendlichen. Hingegen werden scheinbar ähnliche Störungsbilder wie die Komplexe Posttraumatische Belastungsstörung (nach ICD-10) zu den Persönlichkeitsstörungen gezählt.
Manchmal wird auch die Anpassungsstörung als Belastungsstörung aufgefasst. Es wird aber auch verkürzend von „Belastungsstörungen“ gesprochen, wenn von „Belastungs- und Anpassungsstörungen“ die Rede ist, und damit die Gruppe der Anpassungsstörungen entweder gleich gewichtet oder untergeordnet wird.